# Stictocladius victoriensis
Stictocladius victoriensis är en tvåvingeart som beskrevs av Freeman 1961. Stictocladius victoriensis ingår i släktet Stictocladius och familjen fjädermyggor. Inga underarter finns listade i Catalogue of Life.